# Die 25 …/Episodenliste
Diese Episodenliste enthält alle Episoden der deutschen Rankingshow Die 25 … sortiert nach der deutschen Erstausstrahlung. Die Fernsehserie umfasst 17 Staffeln mit 76 Episoden sowie 17 Specials.

## Übersicht
| Staffel  | Episodenanzahl | Erstausstrahlung   | Erstausstrahlung   |
| Staffel  | Episodenanzahl | Staffelpremiere    | Staffelfinale      |
| -------- | -------------- | ------------------ | ------------------ |
| 1        | 2              | 1. Mai 2009        | 23. Mai 2009       |
| 2        | 4              | 12. September 2009 | 10. Oktober 2009   |
| 3        | 5              | 24. April 2010     | 22. Mai 2010       |
| 4        | 2              | 11. September 2010 | 18. September 2010 |
| 5        | 3              | 28. Mai 2011       | 3. September 2011  |
| 6        | 3              | 7. Dezember 2011   | 7. März 2012       |
| 7        | 6              | 29. Juni 2012      | 24. August 2012    |
| 8        | 6              | 28. August 2013    | 2. Oktober 2013    |
| 9        | 6              | 10. September 2014 | 5. November 2014   |
| 10       | 4              | 8. April 2015      | 29. April 2015     |
| 11       | 4              | 2. September 2015  | 23. September 2015 |
| 12       | 5              | 13. April 2016     | 7. Dezember 2016   |
| 13       | 8              | 3. Mai 2017        | 22. November 2017  |
| 14       | 6              | 4. April 2018      | 17. Oktober 2018   |
| 15       | 6              | 8. Mai 2019        | 25. September 2019 |
| 16       | 4              | 7. April 2020      | 26. August 2020    |
| 17       | 2              | 6. Januar 2021     | 11. Mai 2021       |
| Specials | 17             | 30. Dezember 2005  | 30. Dezember 2020  |

## Staffel 1
| Nr. (ges.) | Nr. (St.) | Originaltitel                            | Erstausstrahlung D |
| ---------- | --------- | ---------------------------------------- | ------------------ |
| 1          | 1         | Die 25 spektakulärsten TV-Skandale       | 1. Mai 2009        |
| 2          | 2         | Die 25 emotionalsten Deutschland-Momente | 23. Mai 2009       |

## Staffel 2
| Nr. (ges.) | Nr. (St.) | Originaltitel                            | Erstausstrahlung D |
| ---------- | --------- | ---------------------------------------- | ------------------ |
| 3          | 1         | Die 25 spektakulärsten Promi-Ausrutscher | 12. Sep. 2009      |
| 4          | 2         | Die 25 witzigsten TV-Momente 2009        | 19. Sep. 2009      |
| 5          | 3         | Die 25 schrägsten Dokusoap-Helden        | 26. Sep. 2009      |
| 6          | 4         | Die 25 spektakulärsten Comebacks         | 10. Okt. 2009      |

## Staffel 3
| Nr. (ges.) | Nr. (St.) | Originaltitel                                 | Erstausstrahlung D |
| ---------- | --------- | --------------------------------------------- | ------------------ |
| 7          | 1         | Die 25 spannendsten DSDS-Momente aller Zeiten | 24. Apr. 2010      |
| 8          | 2         | Die 25 pikantesten Promi-Geheimnisse          | 1. Mai 2010        |
| 9          | 3         | Die 25 unglaublichsten Geschichten der Welt   | 8. Mai 2010        |
| 10         | 4         | Die 25 aufregendsten Lovestories              | 15. Mai 2010       |
| 11         | 5         | Die 25 originellsten TV-Karrieren             | 22. Mai 2010       |

## Staffel 4
| Nr. (ges.) | Nr. (St.) | Originaltitel                          | Erstausstrahlung D |
| ---------- | --------- | -------------------------------------- | ------------------ |
| 12         | 1         | Die 25 witzigsten TV-Momente 2010      | 11. Sep. 2010      |
| 13         | 2         | Die 25 größten Glückspilze & Pechvögel | 18. Sep. 2010      |

## Staffel 5
| Nr. (ges.) | Nr. (St.) | Originaltitel                                | Erstausstrahlung D |
| ---------- | --------- | -------------------------------------------- | ------------------ |
| 14         | 1         | Die 25 skurrilsten Lebensträume              | 18. Mai 2011       |
| 15         | 2         | Die 25 spektakulärsten TV-Momente der Welt   | 14. Juni 2011      |
| 16         | 3         | Die 25 witzigsten TV-Momente des Jahres 2011 | 3. Sep. 2011       |

## Staffel 6
| Nr. (ges.) | Nr. (St.) | Originaltitel                               | Erstausstrahlung D |
| ---------- | --------- | ------------------------------------------- | ------------------ |
| 17         | 1         | Die 25 unglaublichsten Gewinner & Verlierer | 7. Dez. 2011       |
| 18         | 2         | Die 25 spektakulärsten Supertalent-Momente  | 14. Dez. 2011      |
| 19         | 3         | Die 25 größten DSDS-Überraschungen          | 7. März 2012       |

## Staffel 7
| Nr. (ges.) | Nr. (St.) | Originaltitel                                | Erstausstrahlung D |
| ---------- | --------- | -------------------------------------------- | ------------------ |
| 20         | 1         | Die 25 gewagtesten Schönheits-Experimente    | 29. Juni 2012      |
| 21         | 2         | Die 25 größten Auf- und Absteiger            | 6. Juli 2012       |
| 22         | 3         | Die 25 außergewöhnlichsten Menschen der Welt | 13. Juli 2012      |
| 23         | 4         | Die 25 peinlichsten Promi-Patzer der Welt    | 20. Juli 2012      |
| 24         | 1         | Die 25 skurrilsten Leidenschaften            | 17. Aug. 2012      |
| 25         | 2         | Die 25 unglaublichsten TV-Auftritte der Welt | 24. Aug. 2012      |

## Staffel 8
| Nr. (ges.) | Nr. (St.) | Originaltitel                               | Erstausstrahlung D |
| ---------- | --------- | ------------------------------------------- | ------------------ |
| 26         | 1         | Die 25 größten Glücks- und Pechmomente      | 28. Aug. 2013      |
| 27         | 2         | Die 25 skurrilsten Menschen der Welt        | 4. Sep. 2013       |
| 28         | 3         | Die 25 peinlichsten TV-Momente der Welt     | 11. Sep. 2013      |
| 29         | 4         | Die 25 originellsten Leidenschaften         | 18. Sep. 2013      |
| 30         | 5         | Die 25 unglaublichsten Promi-Überraschungen | 25. Sep. 2013      |
| 31         | 6         | Die 25 emotionalsten Geschichten der Welt   | 2. Okt. 2013       |

## Staffel 9
| Nr. (ges.) | Nr. (St.) | Originaltitel                                  | Erstausstrahlung D |
| ---------- | --------- | ---------------------------------------------- | ------------------ |
| 32         | 1         | Die 25 schrägsten Momente vor laufender Kamera | 10. Sep. 2014      |
| 33         | 2         | Die 25 schrecklich-schönsten Freundschaften    | 17. Sep. 2014      |
| 34         | 3         | Die 25 heftigsten Hochzeitsdesaster            | 24. Sep. 2014      |
| 35         | 4         | Die 25 kuriosesten Geschichten der Welt        | 1. Okt. 2014       |
| 36         | 5         | Die 25 atemberaubendsten Auftritte             | 29. Okt. 2014      |
| 37         | 6         | Die 25 unglaublichsten Lebenswege              | 5. Nov. 2014       |

## Staffel 10
| Nr. (ges.) | Nr. (St.) | Originaltitel                                   | Erstausstrahlung D |
| ---------- | --------- | ----------------------------------------------- | ------------------ |
| 38         | 1         | Die 25 packendsten Augenblicke – live on Camera | 8. Apr. 2015       |
| 39         | 2         | Die 25 schrecklich schönsten Schicksale         | 15. Apr. 2015      |
| 40         | 3         | Die 25 haarsträubendsten Geschichten der Welt   | 22. Apr. 2015      |
| 41         | 4         | Die 25 unglaublichsten Entscheidungen aus Liebe | 29. Apr. 2015      |

## Staffel 11
| Nr. (ges.) | Nr. (St.) | Originaltitel                                             | Erstausstrahlung D |
| ---------- | --------- | --------------------------------------------------------- | ------------------ |
| 42         | 1         | Die 25 schrillsten Hingucker                              | 2. Sep. 2015       |
| 43         | 2         | Die 25 erstaunlichsten Geschichten, die das Leben schrieb | 9. Sep. 2015       |
| 44         | 3         | Die 25 unfassbarsten Begegnungen der Welt                 | 16. Sep. 2015      |
| 45         | 4         | Die 25 verrücktesten Wege, Träume zu verwirklichen        | 23. Sep. 2015      |

## Staffel 12
| Nr. (ges.) | Nr. (St.) | Originaltitel                                                        | Erstausstrahlung D |
| ---------- | --------- | -------------------------------------------------------------------- | ------------------ |
| 46         | 1         | Die 25 krassesten Momente vor laufender Kamera                       | 13. Apr. 2016      |
| 47         | 2         | Die 25 außergewöhnlichsten Helden des Alltags                        | 1. Juni 2016       |
| 48         | 3         | Die 25 verrücktesten Lebensträume, die wahr wurden – oder auch nicht | 28. Sep. 2016      |
| 49         | 4         | Die 25 größten Glücks- und Pechmomente                               | 26. Okt. 2016      |
| 50         | 5         | Die 25 außergewöhnlichsten Hingucker – Echt krass!                   | 7. Dez. 2016       |

## Staffel 13
| Nr. (ges.) | Nr. (St.) | Originaltitel                                                        | Erstausstrahlung D |
| ---------- | --------- | -------------------------------------------------------------------- | ------------------ |
| 51         | 1         | Die 25 abgefahrensten Wege, das Leben neu zu leben                   | 3. Mai 2017        |
| 52         | 2         | Die 25 schrägsten Draufgänger und Möchtegerns                        | 10. Mai 2017       |
| 53         | 3         | Die 25 verrücktesten Geschichten, die das Leben schrieb              | 13. Sep. 2017      |
| 54         | 4         | Die 25 packendsten Augblicke – Live on Camera                        | 20. Sep. 2017      |
| 55         | 5         | Die 25 unfassbarsten Geschichten der Welt                            | 27. Sep. 2017      |
| 56         | 6         | Die 25 unvorstellbarsten Situationen, in denen man nie landen möchte | 4. Okt. 2017       |
| 57         | 7         | Die 25 unglaublichsten Zufälle                                       | 15. Nov. 2017      |
| 58         | 8         | Die 25 bewegendsten Geschichten weltweit                             | 22. Nov. 2017      |

## Staffel 14
| Nr. (ges.) | Nr. (St.) | Originaltitel                                                                    | Erstausstrahlung D |
| ---------- | --------- | -------------------------------------------------------------------------------- | ------------------ |
| 59         | 1         | Die 25 verblüffendsten Geschichten, über die Sie morgen garantiert reden werden! | 4. Apr. 2018       |
| 60         | 2         | Die 25 unvorstellbarsten Storys – Kann das wahr sein?                            | 18. Apr. 2018      |
| 61         | 3         | Die 25 spektakulärsten Momente – Schwein gehabt oder Dumm gelaufen               | 4. Juli 2018       |
| 62         | 4         | Die 25 unglaublichsten Überraschungen, von schlimm bis schön                     | 12. Sep. 2018      |
| 63         | 5         | Die 25 bizarrsten Alltagssituationen, in denen auch Sie morgen landen könnten    | 3. Okt. 2018       |
| 64         | 6         | Die 25 schillerndsten Storys rund um die Schönheit                               | 17. Okt. 2018      |

## Staffel 15
| Nr. (ges.) | Nr. (St.) | Originaltitel                                                             | Erstausstrahlung D |
| ---------- | --------- | ------------------------------------------------------------------------- | ------------------ |
| 65         | 1         | Diese Geschichten sollte Hollywood sofort verfilmen                       | 8. Mai 2019        |
| 66         | 2         | Wenn eine Sekunde das ganze Leben verändert                               | 15. Mai 2019       |
| 67         | 3         | Das Beste vom Besten: Das Jubiläum                                        | 22. Mai 2019       |
| 68         | 4         | Das kann doch nicht erlaubt sein?! Die absurdesten Geschichten des Lebens | 11. Sep. 2019      |
| 69         | 5         | Die 25 unglaublichsten Storys, die Sie garantiert weitererzählen werden   | 18. Sep. 2019      |
| 70         | 6         | Tragisch oder wunderbar? Wenn ein kleiner Zufall das ganze Leben bestimmt | 25. Sep. 2019      |

## Staffel 16
| Nr. (ges.) | Nr. (St.) | Originaltitel                                                       | Erstausstrahlung D |
| ---------- | --------- | ------------------------------------------------------------------- | ------------------ |
| 71         | 1         | Die 25 schrecklich-schönsten Familiengeschichten                    | 7. Apr. 2020       |
| 72         | 2         | Die 25 besten Geschichten der Welt                                  | 14. Apr. 2020      |
| 73         | 3         | Die 25 unglaublichsten TV-Knaller                                   | 12. Aug. 2020      |
| 74         | 4         | Die 25 unvorstellbarsten Urlaubsgeschichten – von heiter bis wolkig | 26. Aug. 2020      |

## Staffel 17
| Nr. (ges.) | Nr. (St.) | Originaltitel                                 | Erstausstrahlung D |
| ---------- | --------- | --------------------------------------------- | ------------------ |
| 75         | 1         | Die 25 unfassbarsten Entscheidungen aus Liebe | 6. Jan. 2021       |
| 76         | 2         | Die 25 größten Glücks- und Pechmomente        | 11. Mai 2021       |

## Specials
| Nr. (ges.) | Nr. (St.) | Originaltitel                                              | Erstausstrahlung D |
| ---------- | --------- | ---------------------------------------------------------- | ------------------ |
| 1          | 1         | Die 25 emotionalsten TV-Momente des Jahres 2005            | 30. Dez. 2005      |
| 2          | 2         | Die 25 emotionalsten TV-Momente 2006                       | 29. Dez. 2006      |
| 3          | 3         | Die 25 emotionalsten TV-Momente 2007                       | 28. Dez. 2007      |
| 4          | 4         | Die 25 emotionalsten TV-Momente 2008                       | 29. Dez. 2008      |
| 5          | 5         | Die 25 emotionalsten TV-Momente des Jahres 2009            | 28. Dez. 2009      |
| 6          | 6         | Die 25 emotionalsten TV-Momente des Jahres 2010            | 29. Dez. 2010      |
| 7          | 7         | Die 25 emotionalsten TV-Momente des Jahres 2011            | 28. Dez. 2011      |
| 8          | 8         | Die 25 emotionalsten TV-Momente des Jahres 2012            | 19. Dez. 2012      |
| 9          | 9         | Die 25 emotionalsten TV-Momente des Jahres 2013            | 18. Dez. 2013      |
| 10         | 10        | Die 25 kuriosesten Ost-West-Geschichten                    | 9. Nov. 2014       |
| 11         | 11        | Die 25 stärksten Fernsehmomente 2014                       | 17. Dez. 2014      |
| 12         | 12        | Die 25 schönsten Geschichten des Jahres                    | 30. Dez. 2015      |
| 13         | 13        | Die 25 stärksten Geschichten des Jahres                    | 28. Dez. 2016      |
| 14         | 14        | Die 25 spannendsten Momente, die uns 2017 überrascht haben | 27. Dez. 2017      |
| 15         | 15        | Die 25 mitreißendsten Geschichten des Jahres               | 19. Dez. 2018      |
| 16         | 16        | Die 25 unglaublichsten Geschichten des Jahres              | 27. Nov. 2019      |
| 17         | 17        | Die 25 kuriosesten Geschichten des Jahres                  | 30. Dez. 2020      |